# Matt Lampson
Matt Lampson (Cleveland, Tennessee, Estados Unidos, 6 de septiembre de 1989) es un exfutbolista estadounidense. Jugaba de portero.

## Trayectoria

### Inicios
Lampson jugó al soccer unversititario para la Universidad del Norte de Illinois en 2008 y entre 2009 y 2011 para los Ohio State Buckeyes de la Universidad Estatal de Ohio. En los Buckeyes logró un récord de 0.86 goles en contra por partido, además de ganar muchos premios del Big Ten.

### Profesional

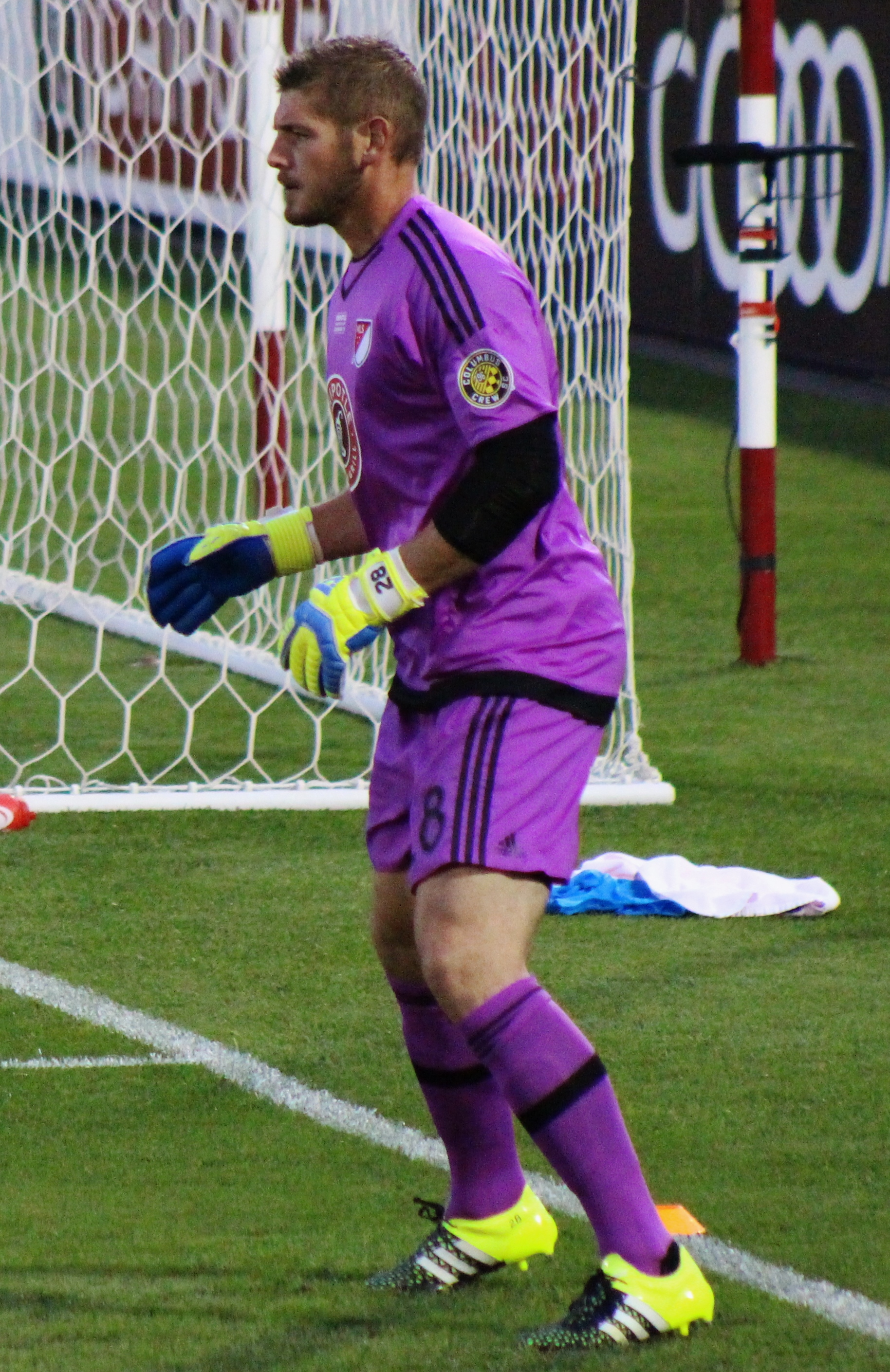
Lampson por el Columbus Crew en 2015

Lampson fichó por el Columbus Crew en 2011 como jugador de cantera. Jugó tres encuentros en su primera temporada en el club.
Fue enviado a préstamo al Pittsburgh Riverhounds de la USL en 2015 para un solo encuentro el 13 de junio. Esa misma temporada también fue enviado en un préstamo corto al Charlotte Independence.
El 7 de diciembre de 2015, Columbus anunció que no renovaría el contrato del portero y dejó el club.
Luego de una exitosa prueba, Lampson fichó por el Chicago Fire el 26 de febrero de 2016. Jugó los primeros nueve encuentro de la temporada por los Men in Red.
El 19 de enero de 2018, fue transferido al Minnesota United FC, donde solo jugó una temporada. Su próximo club fue el LA Galaxy, en 2019, aunque no logró protagonismo.
El 21 de diciembre de 2019 se anunció su regreso al Columbus Crew como agente libre.
Luego de una temporada con los Crew, el guardameta fichó por el Hartford Athletic de la USL Championship.

## Estadísticas
Actualizado al último partido disputado el 30 de septiembre de 2019.
| Columbus Crew Estados Unidos                                            |               |               |    |   |   |   |   |    |    |   |
| 1.ª                                                                     | 2012          | 3             | 0  | 1 | 0 | - | - | 4  | 0  |   |
| 1.ª                                                                     | 2013          | 9             | 0  | 1 | 0 | - | - | 10 | 0  |   |
| 1.ª                                                                     | 2014          | 13            | 0  | 0 | 0 | - | - | 13 | 0  |   |
| 1.ª                                                                     | 2015          | 0             | 0  | 0 | 0 | - | - | 0  | 0  |   |
| Pittsburgh Riverhounds Estados Unidos                                   |               |               |    |   |   |   |   |    |    |   |
| 1.ª                                                                     | 2015          | 1             | 0  | - | - | - | - | 1  | 0  |   |
| Total club                                                              | Total club    | 1             | 0  | 0 | 0 | 0 | 0 | 1  | 0  |   |
| Charlotte Independence Estados Unidos                                   |               |               |    |   |   |   |   |    |    |   |
| 1.ª                                                                     | 2015          | 6             | 0  | - | - | - | - | 6  | 0  |   |
| Total club                                                              | Total club    | 6             | 0  | 0 | 0 | 0 | 0 | 6  | 0  |   |
| Chicago Fire Estados Unidos                                             |               |               |    |   |   |   |   |    |    |   |
| 1.ª                                                                     | 2016          | 11            | 0  | 4 | 0 | - | - | 15 | 0  |   |
| 1.ª                                                                     | 2017          | 25            | 0  | 2 | 0 | - | - | 27 | 0  |   |
| Total club                                                              | Total club    | 36            | 0  | 6 | 0 | 0 | 0 | 42 | 0  |   |
| Minnesota United Estados Unidos                                         |               |               |    |   |   |   |   |    |    |   |
| 1.ª                                                                     | 2018          | 9             | 0  | 0 | 0 | - | - | 9  | 0  |   |
| Total club                                                              | Total club    | 9             | 0  | 0 | 0 | 0 | 0 | 9  | 0  |   |
| LA Galaxy Estados Unidos                                                |               |               |    |   |   |   |   |    |    |   |
| 1.ª                                                                     | 2019          | 1             | 0  | 1 | 0 | 2 | 0 | 4  | 0  |   |
| Total club                                                              | Total club    | 1             | 0  | 1 | 0 | 2 | 0 | 4  | 0  |   |
| Columbus Crew Estados Unidos                                            |               |               |    |   |   |   |   |    |    |   |
| 1.ª                                                                     | 2020          | 0             | 0  | 0 | 0 | - | - | 0  | 0  |   |
| Total club                                                              | Total club    | 25            | 0  | 2 | 0 | 0 | 0 | 27 | 0  |   |
| Total carrera                                                           | Total carrera | Total carrera | 78 | 0 | 9 | 0 | 2 | 0  | 89 | 0 |
| (1) Incluye datos de la US Open Cup (2) Incluye datos de la Leagues Cup |               |               |    |   |   |   |   |    |    |   |

## Vida personal
Lampson fue diagnosticado de la enfermedad de Hodgkin en etapa 4B en su último año de preparatoria. Tras un año de tratamiento fue declarado libre de cáncer y retomó su carrera de futbolista.
En 2014 fundó la LampStrong Foundation, organización sin fines de lucro para dar soporte económico, emocional y motivacional a niños con cáncer y sus familias.
Lampson ha sido nombrado en tres oportunidades (2016, 2018 y 2019) con el galardón anual de la MLS MLS WORKS Humanitarian of the Year, que premia el trabajo humanitario de un jugador de la MLS por año.